# Outlaws MC
Outlaws Motorcycle Club is een internationale motorclub.
Om lid te zijn van de club dient men in de Verenigde Staten een eigen Amerikaanse motor te hebben. In Europa is er geen verplichting Amerikaanse motors te bezitten, maar moet elk lid wel rijden met een chopper.  De Outlaws wordt gekwalificeerd als een 1%MC.

## Geschiedenis
De club werd opgericht in 1935 in McCook, Illinois vlak bij Chicago als McCook Outlaws Motorcycle Club. In 1965 werd de AOA (American Outlaws Assocation) opgericht. Het eerste chapter (afdeling) buiten de VS werd in 1977 in Canada opgericht, het eerste Europees chapter in 1993 in Frankrijk. In 1999 sloot de Belgische Outlaws MC (tot dan toe onafhankelijk) zich aan bij de AOA.

## Belgische chapters
De Belgische chapters zijn streekgebonden: Ardennes (provincie Luxemburg), Brussels (Brussels Hoofdstedelijk Gewest), Central (Arrondissement Halle-Vilvoorde), East-Side (provincie Luik), La Louvière, Limburg, Lowlands (Kortrijk), Mechelen, Midlands (Arrondissement Leuven), Mons, North-Side (Oost-Vlaanderen), Riverside (Antwerpen stad), Stateline (Maasmechelen) en West-Side (West-Vlaanderen).

## Voetnoten
1. ↑  Politierapport